# Estação Lucien-L'Allier
A Estação Lucien-L'Allier é uma das estações do Metrô de Montreal, situada em Montreal, entre a Estação Georges-Vanier e a Estação Bonaventure. Faz parte da Linha Laranja.
Foi inaugurada em 28 de abril de 1980. Localiza-se na Rua Lucien-L'Allier. Atende o distrito de Ville-Marie.